# Hyrachyus
Hyrachyus ist ein heute ausgestorbener Vertreter der frühen Unpaarhufer, der im ausgehenden Unteren bis zum beginnenden Oberen Eozän vor 50 bis 40 Millionen Jahren im heutigen Nordamerika und Eurasien verbreitet war. Die Gattung war nur mittelgroß, im Durchschnitt erreichte sie die Größe eines Wolfes und lebte in tropischen bis subtropischen Wäldern in Wassernähe. Bekannt ist sie von zahlreichen, teils vollständigen Skelettfunden, deren Entdeckungen bis auf das Jahr 1870 in Nordamerika zurückgehen. Kontrovers diskutiert wird die systematische Stellung von Hyrachyus. Einige Forscher sehen das Tier an der Basis der Evolution der Nashörner, andere an jener der Tapire. Allgemein gilt Hyrachyus als urtümlicher Vertreter der Ceratomorpha, einer Einheit, bestehend aus diesen beiden Unpaarhuferfamilien.

## Merkmale
Hyrachyus ist ein kleiner bis mittelgroßer Vertreter der frühen, ceratomorphen (also mit den Tapiren und Nashörnern verwandten) Unpaarhufer und ähnelte mit seinem charakteristisch aufgewölbten Rücken äußerlich den anderen urtümlichen Formen dieser Säugetierordnung. In der Größe erreichten einige Arten jene eines heutigen großen Wolfes, andere waren wiederum mustanggroß. Für kleinere Vertreter kann eine Kopf-Rumpf-Länge von rund 120 cm, eine Schulterhöhe von 90 cm und ein Gewicht von rund 36 kg angenommen werden.

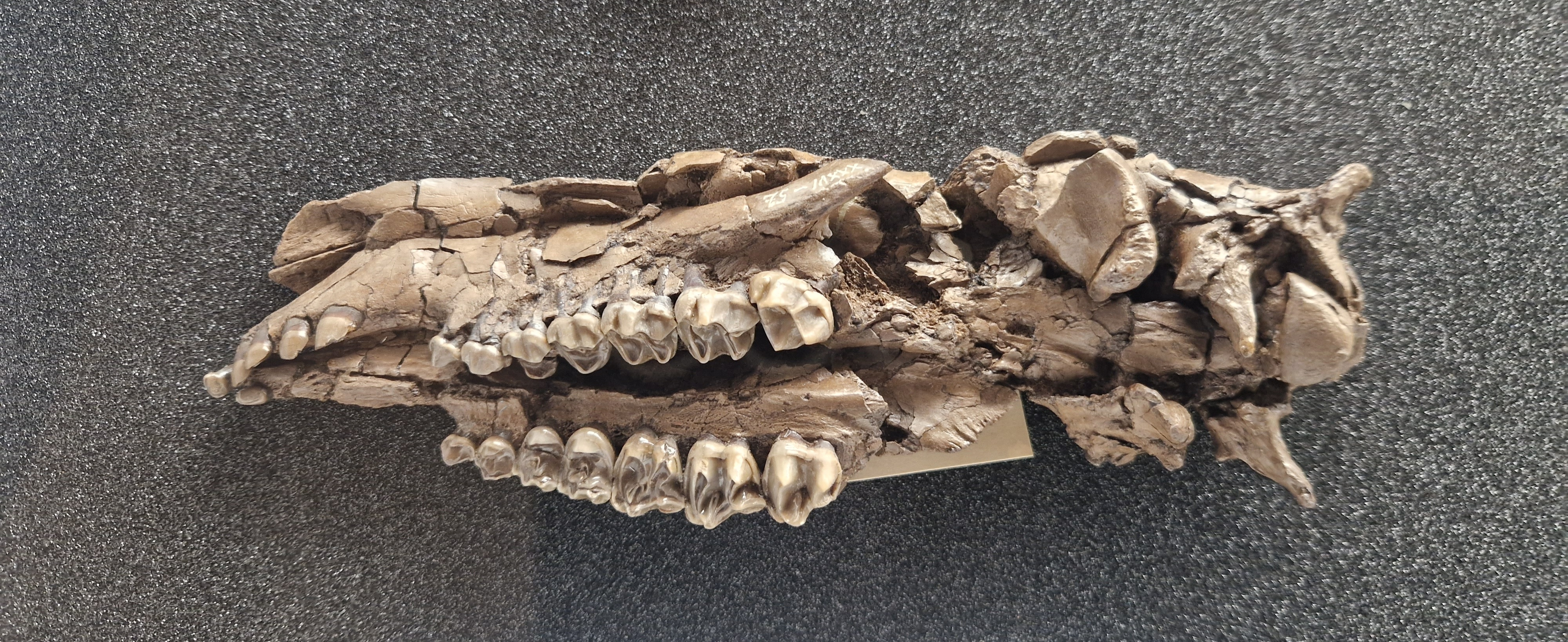
Schädel von Hyrachyus

Der Schädel besaß Längen von 21 bis 25 cm und eine Schädelhöhe von durchschnittlich 14,6 cm im Bereich des ersten Prämolaren. In Seitenansicht zeigte er eine gerade Stirnlinie, die im Bereich des Nasenbeins nach unten abbrach. Das Hinterhauptsbein war leicht ausgezogen, auf dem Scheitelbein befand sich ein leicht erhöhter Scheitelkamm. Er teilte sich vorn und hinten in zwei Knochenrippeln. Die vorderen verliefen über das Stirnbein, die hinteren verbanden sich mit dem Hinterhauptswulst. Das Nasenbein wies eine langgestreckte Form auf und überragte den Zwischenkieferknochen. Markant erwies sich aber der sehr kurze Naseninnenraum, der sich nur auf etwa 2,5 mm Länge erstreckte und oberhalb des Eckzahns endete. Zudem war der Naseninnenraum hinten begrenzt durch den Zwischenkieferknochen, der steil aufragte und so eine kurze Form hatte, wobei er abweichend von heutigen, typisch aber für urtümliche Unpaarhufer mit dem Nasenbein an dessen Unterseite in Kontakt stand. Das Augenfenster maß rund 5,5 cm im Durchmesser, der vordere Rand lag oberhalb des zweiten Molaren. Das Foramen infraorbitale saß oberhalb des dritten Prämolaren etwa auf der Höhe des unteren Orbitarandes.

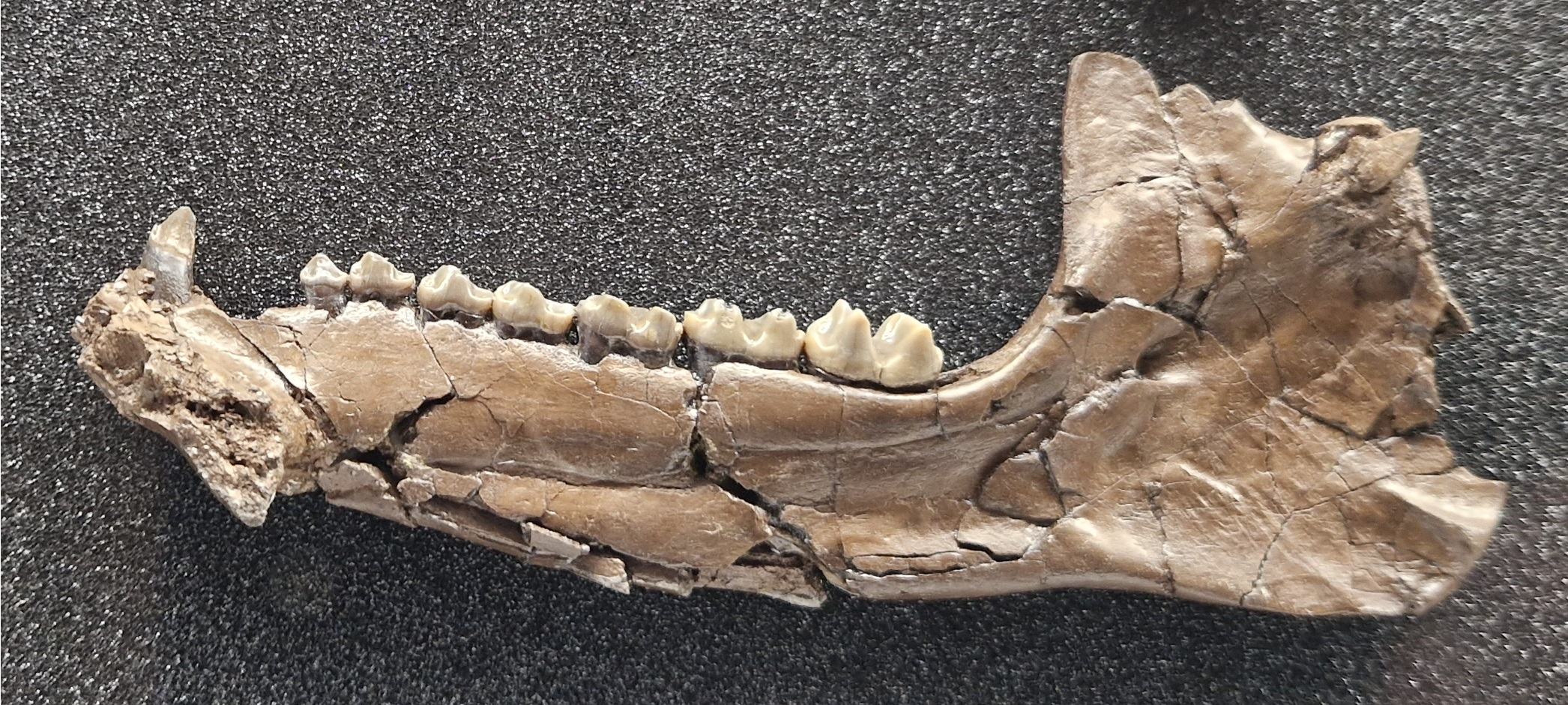
Unterkiefer von Hyrachyus

Der Unterkiefer war kräftig und bis zu 20 cm lang, seine Unterkante verlief nahezu gerade. Dabei nahm der horizontale Unterkieferkörper nach hinten leicht an Höhe zu und maß hinter dem letzten Molaren rund 4 cm. Der aufsteigende Ast war am Kronenfortsatz gut 9,3, am Gelenkfortsatz gut 7,6 cm hoch und überragte somit die Kauebene deutlich. Die Symphyse reichte bis zum Vorderrand des zweiten Prämolaren und besaß so eine Länge von 4,5 cm. Der Winkelfortsatz zeigte sich gerundet und war nicht sehr auffällig. Unterhalb der beiden letzten Prämolaren bestanden zwei  etwa gleich große Foramen mentale, weitere Öffnungen waren im vorderen Teil des Unterkiefers ausgebildet. Das Gebiss besaß die vollständige Bezahnung der frühen Höheren Säugetiere und wies folgende Zahnformel auf: {\displaystyle {\frac {3.1.4.3}{3.1.4.3}}}. Die Schneidezähne hatten eine meißelartige Form und eine kleine Gestalt. Der Eckzahn war konisch geformt und deutlich vergrößert, so dass er die Schneidezähne um bis zu das Doppelte überragte. Das typische Diastema zum hinteren Gebiss betrug 1,8 cm. Allgemein wiesen die Backenzähne niedrige (brachyodonte) Zahnkronen auf. Die Prämolaren waren bis auf die hinteren beiden nur wenig molarisiert, so dass die ersten beiden eher spitz erschienen. Die hinteren beiden Prämolaren besaßen dann eine einzeln ausgebildete und querstehende Zahnschmelzleiste. Die Molaren wiesen einen bilophodonten Aufbau mit zwei quergestellten Schmelzleisten auf, wie es typisch auch für heutige Tapire ist. Die Größe der Zähne nahm von vorn nach hinten zu, so kam der vorderste Prämolar auf nur maximal 0,9 cm Länge, der hinterste Molar dagegen auf 2 cm. Charakteristisch war auch die dreieckige Gestalt des letzten Backenzahns.

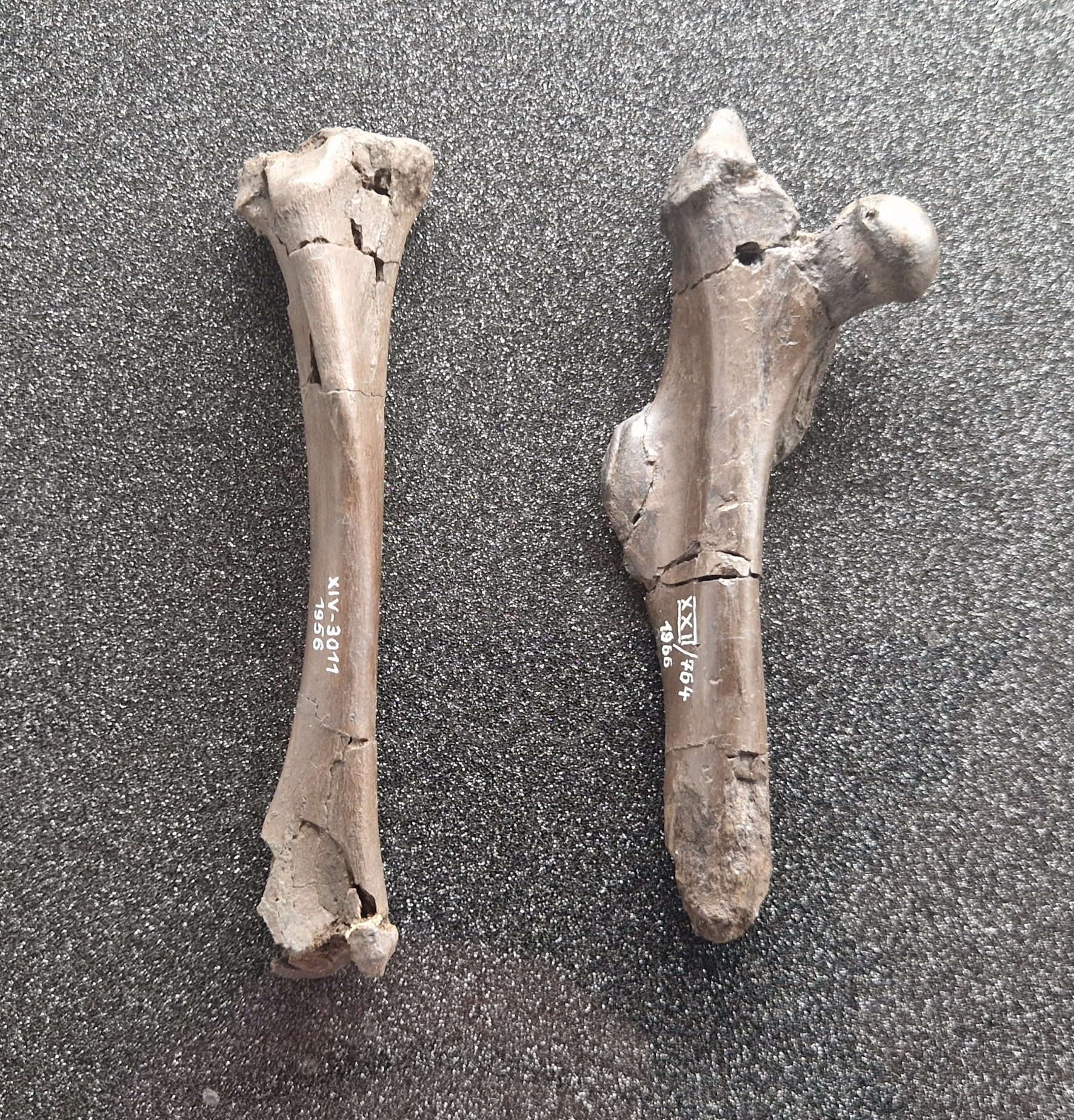
Gliedmaßenknochen von Hyrachyus

Da zahlreiche vollständigen Skelettfunde vorliegen, ist auch das Körperskelett nahezu vollständig bekannt. Die Wirbelsäule bestand aus 7 Hals-, 18 Brust-, 7 Lenden- und 5 Kreuzbeinwirbeln, die eine Gesamtlänge von 90 bis 100 cm über die Krümmung gemessen erreichten. Die Anzahl der Schwanzwirbel ist nicht genau belegt. Die vordersten Brustwirbel wiesen bis zu 8 cm lange und kräftige Dornfortsätze auf. Der Bewegungsapparat ähnelte dem der anderen frühen Unpaarhufer. So war der Oberarmknochen bei kleineren Formen 15 cm lang und besaß einen leicht gepressten Schaft sowie einen niedrigen, halbkugeligen und nach hinten überhängenden Kopf. Die Elle erreichte rund 16 cm Länge und wies ein ausgeprägtes oberes Gelenkende auf (Olecranon). Die Länge des Oberschenkelknochens betrug 24 cm, sein Gelenkkopf saß auf einem kurzen Hals und wurde vom Großen Rollhügel überragt. Der Schaft war eher zylindrisch geformt, im oberen Abschnitt befand sich ein kräftiger Dritter Rollhügel. Das Schienbein maß 22 cm in der Länge und wurde durch einen leicht S-förmig gekrümmten Schaft charakterisiert. Markant waren auch die Vorderfüße mit vier und die Hinterfüße mit drei Zehen, was als typisch für urtümliche Unpaarhufer anzusehen ist. Abweichend von den heutigen Tapiren, die als einzige Unpaarhufergruppe noch über dieses Merkmal verfügen, waren am Hinterfuß die drei Strahlen (II bis IV) fast gleich lang, der mittlere jedoch deutlich kräftiger gebaut. Einen ähnlichen Aufbau besaß auch der Vorderfuß, doch war hier der äußerste Strahl (V) deutlich gekürzt. Die Metapodien der Mittelstrahlen wiesen am Vorderfuß eine Länge von 7,8, am Hinterfuß von 11,2 cm auf.

## Fossilfunde
Fossile Reste von Hyrachyus stammen vor allem aus Nordamerika sowie Eurasien und datieren vom ausgehenden Unteren bis ins beginnende Obere Eozän vor 50 bis 42 Millionen Jahren. Herausragend sind die Funde aus dem Bridger-Becken im Südwesten des US-Bundesstaates Wyoming. Sie datieren in das ausgehende Untereozän (lokalstratigraphisch Bridgerium). Diese umfassen zahlreiche, teils vollständige Schädel und mehrere artikulierte Skelette. Einige wenige Funde konnten auch aus dem Washakie-Becken und dem Wind-River-Becken, beide ebenfalls in Wyoming, sowie dem Huerfano-Becken in Colorado geborgen werden und sind etwa ähnlich alt.
In Europa sind Funde von Hyrachyus hauptsächlich aus dem Mittleren Eozän bekannt. Einer der bemerkenswertesten Funde ist ein vollständiges Skelett aus der Grube Messel bei Darmstadt, das in die Zeit vor etwa 47 Millionen Jahren datiert. Ebenfalls von großer Bedeutung sind die Reste aus dem Geiseltal in Sachsen-Anhalt. Hier kamen wenigstens 75 Schädel- und Gebissreste aller Altersstufen zum Vorschein, die sich stratigraphisch über die Unter- und Mittelkohle der dortigen Braunkohleflöze verteilen. Weiterhin konnten Funde aus Frankreich, so aus den Süßwassermergelsanden von Argenton und aus Bouxviller, sowie Großbritannien vermeldet werden. Ein Unterkieferfragment ist zudem aus dem Csordakút-Becken in Ungarn überliefert, das zu den wenigen eozänen Landsäugetierfossilien des Landes überhaupt gehört. Aus Asien sind dagegen nur wenige Funde berichtet worden, so ein Oberkiefer mit erhaltenem letzten Prä- und allen drei Molaren aus der Irdin-Manha-Formation des Mittleren Eozän in der Inneren Mongolei. Über einen Unterkiefer, der in Sandsteinen der mitteleozänen Oyake-Formation entdeckt wurde, ist Hyrachyus auch auf der südlichen japanischen Hauptinsel Kyūshū belegt.

## Paläobiologie
Allgemein handelt es sich bei Hyrachyus um ein leicht gebautes Tier. Die relativ langen unteren Beinabschnitte sowohl der vorderen als auch der hinteren Gliedmaßen sprechen für einen schnellläufigen (cursorialen) Gang. Dies unterstützen auch die jeweils hohen Positionen der drei Rollhügel am Oberschenkelknochen und das generell schmale Becken ebenso wie die eher schmalen Gelenkrollen am Oberarmknochen. Der Hals von Hyrachyus war relativ lang ausgebildet und entsprach in etwa der Kopflänge. Die Form der Halswirbel weist darauf hin, dass der Hals schräg nach vorn getragen wurde und zum Kopf ein Winkel von etwa 60° bestand. Die eingedellten Wirbelköpfe ließen aber möglicherweise nur einen begrenzten seitlichen Bewegungsspielraum des Nackens zu. Allerdings bestand aufgrund der großen Dornfortsätze der vorderen Brustwirbel eine kräftig ausgebildete Nackenmuskulatur für das Heben und Senken des Kopfes. Der leichte Körperbau von Hyrachyus verursachte daher wohl weniger Knochenpathologien im Vergleich zu den schwergewichtigen späteren Unpaarhufern.
Hyrachyus lebte in tropischen und subtropischen Wäldern und Marschlanden von Überflutungsgebieten oder am Ufer von Seen. Leonard B. Radinsky vermerkte in einer Studie aus dem Jahr 1967 einen Sexualdimorphismus anhand der oberen Backenzähne, da diese sich innerhalb der Arten als sehr variabel in der Größe zeigten. Durch Studien am Fossilmaterial aus dem Geiseltal konnte erwiesen werden, dass die Gattung im Verlauf ihrer Stammesgeschichte mit Ausnahme einer generellen Größenzunahme kaum zahnmorphologische Veränderungen durchmachte, wie es etwa an gleich alten Unpaarhufern wie dem zu den Pferdeverwandten gehörenden Propalaeotherium nachgewiesen ist. Allerdings bestehen möglicherweise Unterschiede zwischen männlichen und weiblichen Tieren in der Gestaltung des Eckzahns, der bei ersteren konisch (caniniform) geformt ist, bei letzteren aber den Schneidezähnen (incisiviform) ähnelt. Weiterhin stimmt der Zahnwechsel mit jenem der anderen Höheren Säugetiere überein und beginnt mit dem Durchbruch des vordersten Molaren, doch war ein Austausch des ersten Milch- zum ersten Dauerprämolar nicht nachweisbar. Hier wird vermutet, dass dieser Zahn entweder nicht oder schon sehr früh im Jugendstadium gewechselt wird. Der sehr kurze Naseninnenraum lässt annehmen, dass Hyrachyus nicht über einen tapirartigen Rüssel verfügte.

## Systematik
Hyrachyus ist eine heute ausgestorbene Gattung, die häufig zur Familie der Helaletidae verwiesen wird, eine ebenfalls fossile Gruppe mit naher Verwandtschaft zu den heutigen Tapiren. Die Helaletidae, zu denen unter anderem Helaletes und Heptodon zu zählen sind, gelten als Vorläufer der Tapire und sind somit Bestandteil der Überfamilie der Tapiroidea und der Unterordnung Ceratomorpha, welche neben den Tapiren auch die Nashörner einschließt. Zuzüglich ist sie Teil der Zwischenordnung Tapiromorpha, in die zusätzlich noch die ausgestorbenen Chalicotherien eingegangen sind. Es ist aber wissenschaftlich umstritten, ob Hyrachyus tatsächlich in der Linie der Entwicklung der Tapire (Tapiroidea) oder der Nashörner (Rhinocerotoidea) steht. Grund für diese Debatte ist die Ausprägung der Oberkiefermolaren, die zwar tapirartig niedrige und parallel verlaufende, querstehende Zahnschmelzleisten besitzen, mit ihrem leicht hochkronigen Aufbau und der dreieckigen Form des letzten Molars aber an Nashörner erinnern. Aus diesem Grund wird Hyrachyus teilweise auch in eine eigenständige Familie, die Hyrachyidae, gestellt, jedoch wies Leonard B. Radinsky bereits 1967 darauf hin, dass es zu wenig unterscheidende Merkmale zu den Helaletidae gäbe, um eine eigenständige Familie zu rechtfertigen. Untersuchungen zur Mikrostruktur des Zahnschmelzes ergaben wiederum Ähnlichkeiten zu frühen Vertretern der Nashörner und Abweichungen von jenen der Tapire und könnten für eine nähere Stellung zu den Rhinocerotoidea sprechen.
Es sind mehrere Arten von Hyrachyus bekannt, heute gültig sind unter anderem folgende:
- H. eximus Leidy, 1871
- H. minimus (Fischer,1829)
- H. modestus (Leidy, 1870)
- H. stehlini (Depéret, 1904)

Die genaue Anzahl der Arten ist unbekannt. Während Horace Elmer Wood in seiner Generalbearbeitung aus dem Jahr 1934 noch zahlreiche Arten von Hyrachyus aufführte, fasste diese Leonard B. Radinsky 1967 deutlich zusammen, was später auf Kritik stieß. Bemängelt wird vor allem eine fehlende Revision der Gattung, während der auch eine genaue phylogenetische Stellung von Hyrachyus herausgearbeitet werden sollte. Als möglicherweise ebenfalls zu Hyrachyus gehörig wurde im Jahr 2020 H. tumidus anhand einzelner Zahn- und Kieferfragmente aus dem Unteren Eozän der Arshanto-Formation im Erlian-Becken der Inneren Mongolei beschrieben. Die Form weicht aber bezüglich einzelner Zahnmerkmale etwas von anderen Vertretern der Gattung ab, so unter anderem in den eher buckel- und weniger leistenartig ausgeprägten Höckern auf den Prämolaren.

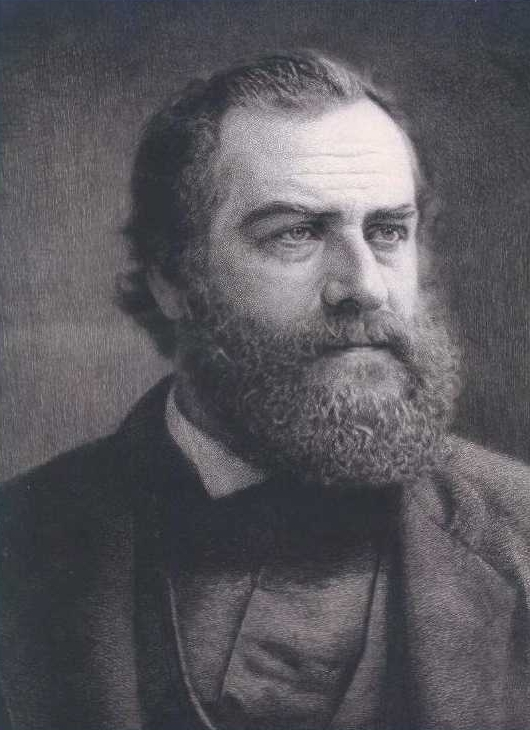
Joseph Leidy (1823–1891)

Die Erstbeschreibung von Hyrachyus erfolgte 1871 durch den US-amerikanischen Paläontologen Joseph Leidy anhand eines Unterkieferfragmentes, welches ein Jungtier repräsentiert. Bereits im Jahr zuvor hatte er einen einzelnen Zahn zu Lophiodon gestellt, der später dann von ihm als zu Hyrachyus gehörig betrachtet wurde. Vor allem in den 1870er Jahren erfolgten in Nordamerika zahlreiche Neubeschreibungen von Arten von Hyrachyus, die aber weitgehend ungültig sind und entweder bereits bestehende Arten darstellen oder zur nahe verwandten Gattung Helaletes gehören. Auch in Europa wurden im ausgehenden 19. Jahrhundert zahlreicher Vertreter etabliert und teilweise mit der alternativen Schreibweise Hyrachius versehen. Diese erwiesen sich nachträglich meist als Mitglieder der Gattungen Tapirus oder Protapirus. Die forschungsgeschichtlich ältesten, eindeutig zu Hyrachyus zu stellenden Funde stammen aus dem Jahr 1829 und wurden in Argenton in Frankreich entdeckt. Diese galten anfänglich als Reste von Lophiodon, später von Chasmotherium. In den Jahren 1966 und 1967 wurden diese und weitere zugehörige Fossilien in unabhängig voneinander durchgeführten Studien zu Hyrachyus verwiesen. Die Lectotypen (Exemplarnummern USNM 660 und 661) umfassen einen linken Unterkiefer mit den vier Milchprämolaren und dem vordersten Molar eines Jungtiers und einen isolierten Backenzahn, die beide bereits von Leidy zur Bestimmung der Gattung Hyrachyus verwendet wurden. Die Fundobjekte stammen aus der unteren Bridger-Formation und wurden bei Smith'Fork im Bridger-Becken im südwestlichen Teil des US-Bundesstaates Wyoming gefunden. Sie werden heute im National Museum of Natural History in Washington, D.C. aufbewahrt.